# Peter Hendreich
Peter Hendreich (* um 1631 in Danzig, Polnisch-Preußen; † 1670) war ein französischstämmiger Resident des Kurfürstentums Brandenburg in Danzig.

## Leben
Die Vorfahren Henriques stammten aus Nordfrankreich und waren wahrscheinlich als Glaubensflüchtlinge ausgewandert. Die Eltern lebten in Danzig.
1648 immatrikulierte Peter Hendreich sich mit seinem älteren Bruder Christoph an der Universität in Frankfurt (Oder).
1665 erhielten beide den Auftrag, die kurfürstliche Bibliothek in Berlin zu sortieren, wovon der Abschlussbericht vom folgenden Jahr erhalten ist. 1667 wurde Peter Hendreich als kurfürstlich-brandenburgischer Resident (Gesandter) in seine Geburtsstadt Danzig geschickt. Bereits drei Jahre später starb er.